# Southern Kings
Southern Kings (ang. Południowi królowie) – profesjonalny zespół rugby z siedzibą w Port Elizabeth w Południowej Afryce, występujący w latach 2013–2017 w lidze Super Rugby, a w latach 2017-2020 w lidze Pro14. 

## Historia
Założony w 2009 roku z okazji otwarcia Nelson Mandela Bay Stadium budowanego z okazji Mistrzostw Świata w piłce nożnej w roku 2010, występował w rozgrywkach Currie Cup. 
Debiut drużyny w rozgrywkach Super Rugby nastąpił w sezonie 2013. Zespół w sezonie 2014 przegrał baraż o utrzymanie z zespołem Lions i po ugodzie z federacją odpuszczono baraż na kolejny sezon (2015) gwarantując miejsce w lidze dla Kings po rozszerzeniu rozgrywek w sezonie 2016 (od sezonu 2016 RPA dostało szóstą licencję do dyspozycji, czyli o jedną więcej niż w latach ubiegłych). Po raz kolejny zespół został usunięty z ligi po sezonie 2017, powodem było ograniczenie liczby drużyn występujących w lidze celem uatrakcyjnienia i uproszczenia rozgrywek.
Od sezonu 2017/18 klub przystąpił do rozgrywek ligi Pro14. Z powodu pandemii COVID-19 nie dokończył sezonu 2019/2020 i nie mógł przystąpić do rozgrywek w następnym sezonie. We wrześniu 2020 ogłoszono jego rozwiązanie. 